# Кастелеро (Асти)
Кастелеро (итал. Castellero) је насеље у Италији у округу Асти, региону Пијемонт.
Према процени из 2011. у насељу је живело 104 становника. Насеље се налази на надморској висини од 239 м.

## Становништво
| 1936. | 1951. | 1961. | 1971. | 1981. | 1991. | 2001. | 2011. |
| ----- | ----- | ----- | ----- | ----- | ----- | ----- | ----- |
| 380   | 299   | 268   | 265   | 243   | 281   | 291   | 302   |